# محمد مصطفى حامد
محمد مصطفى محمد أحمد حامد (27 فبراير 1957 - ) سياسي ووزير مصري شغل منصب وزير الصحة في حكومة هشام قنديل.

## حياته
ولد في دشنا محافظة قنا وتخرج من كلية طب القصر العيني (بكالوريوس طب وجراحة) عام 1980. وحصل على درجة الماجستير والدكتوراه في تخصص الأشعة التشخيصية من طب القصر العيني. وتدرج في العمل الوظيفي في كلية طب القصر العيني من معيد إلى مدرس مساعد ثم مدرس وأستاذ مساعد ثم أستاذ عام 2003.
شغل مناصب إدارية في القصر العيني كمسئول إداري بقسم الأشعة حتى عام 2005، ومدير مستشفى منيل بحري عام 2006، ثم شغل منصب نائب مدير عام مستشفيات جامعة القاهرة عام 2006. كما شغل بعد ذلك رئيس أمانة المراكز الطبية المتخصصة بوزارة الصحة منذ عام 2006 وحتى عام 2011 ، كما شغل بعد ذلك رئيس وحدة الأشعة الداخلية بالقصر العيني منذ عام 2011 وحتى الآن.

## حياته الخاصة
متزوج من الدكتورة منى أحمد رضوان أستاذ الأمراض الباطنية بالقصر العيني، وله ثلاث بنات.